# Embarrat

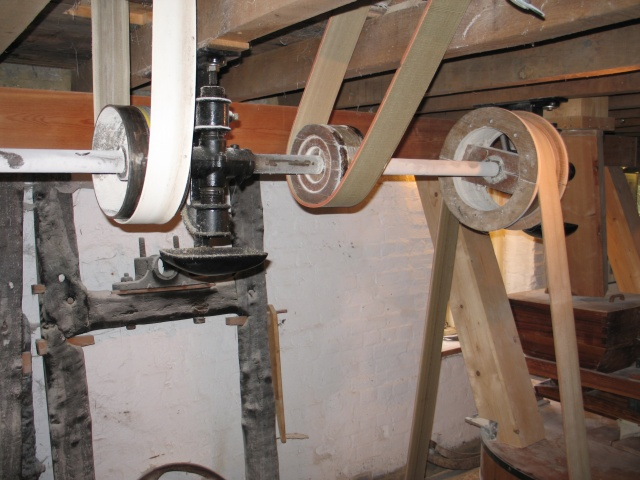
Embarrat d'un molí de farina

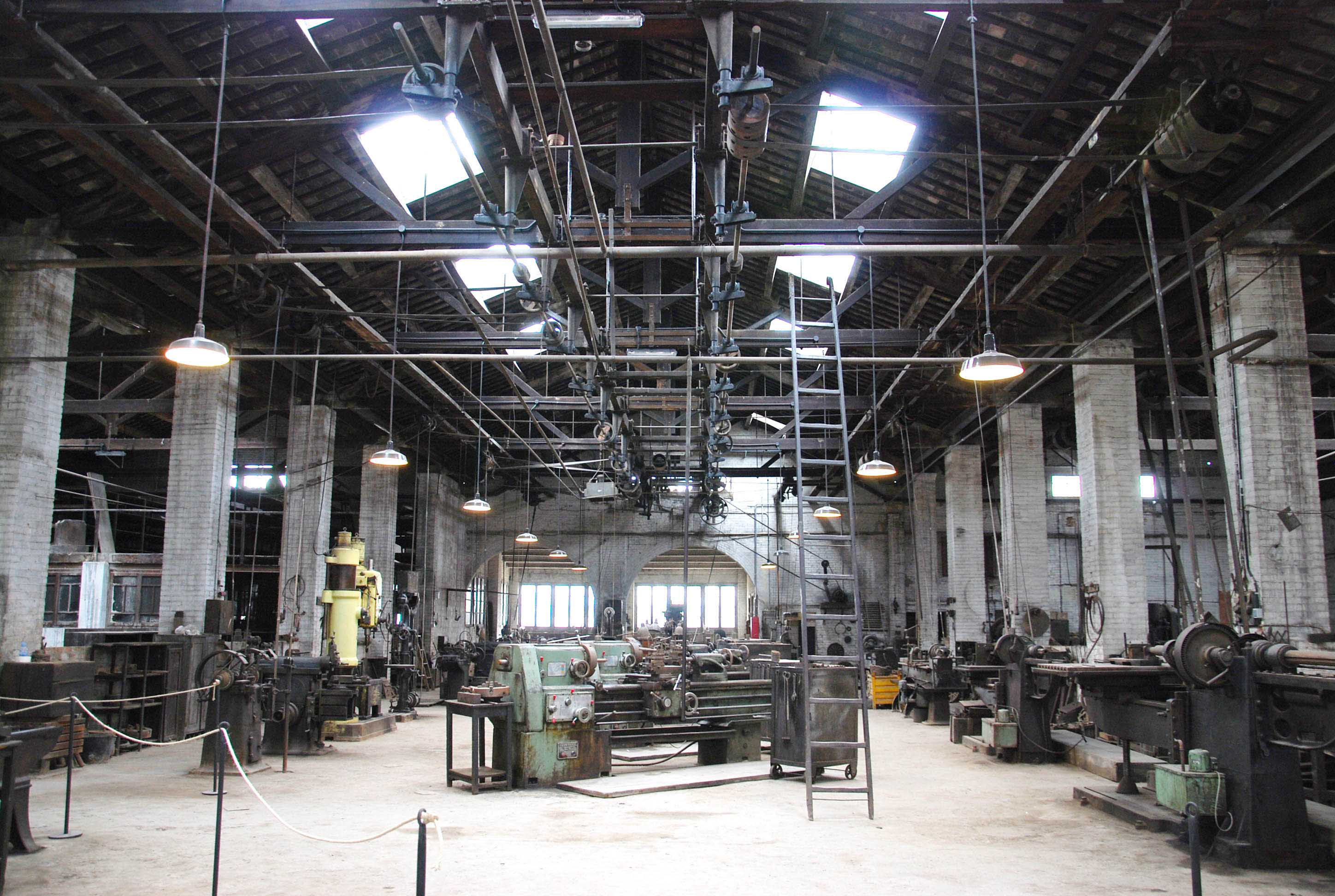
Embarrat de la secció de tallers, nau 5 del museu de la Fàbrica Trepat

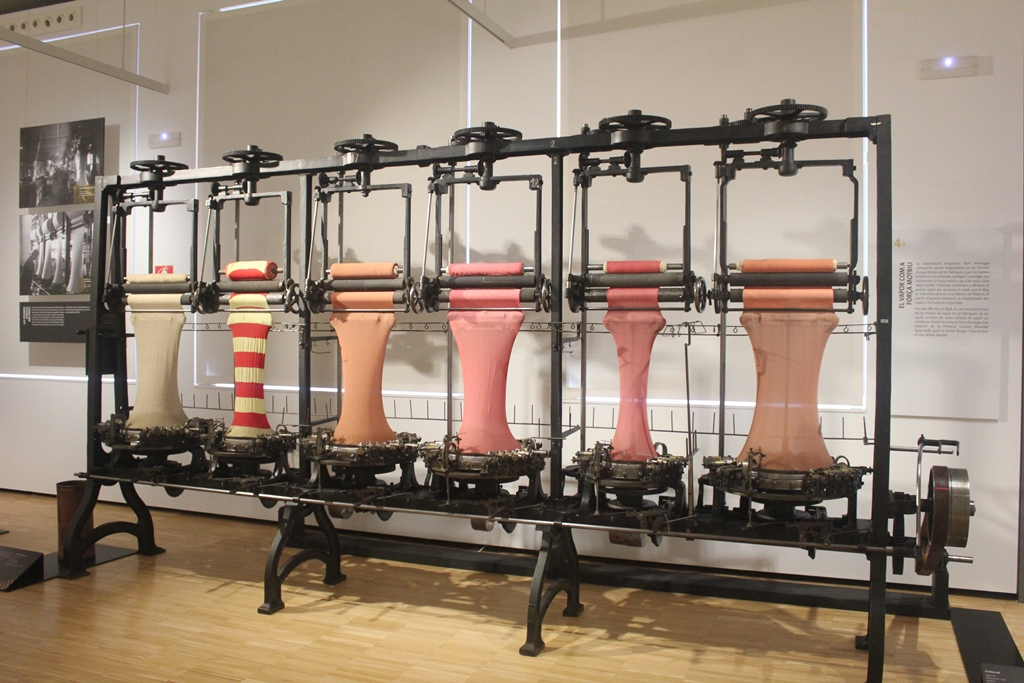
Embarrat de telers (Museu del Gènere de Punt)

Un embarrat és un tipus arbre de transmissió dret, proveït de politges que s'utilitzava en instal·lacions industrials per accionar les màquines a partir d'un sol motor o d'un molí. Aquest sistema és actualment en desús a causa del seu baix rendiment.
Els embarrats van ser el sistema més comú de transmissió a les fàbriques i tallers durant la industrialització des de la fi del segle xviii fins a ben entrat al segle xx. El desenvolupament de la xarxa elèctrica i de motors elèctrics de bon preu va permetre el transport l'energia motriu de manera descentralitzada a cada màquina amb rendiment més alt. La tecnologia és obsoleta, tot i que se'n troben encara de tant en tant en petits tallers antics.
El sistema de funcionament de l'embarrat és el següent: Partint del motor principal –que pot ser una màquina de vapor en les fàbriques tèxtils anomenades vapors o bé una turbina en les fàbriques de riu– amb una politja de sortida, una corretja principal transmet el moviment a una politja principal, solidària amb un eix principal que s'estén de punta a punta de la nau industrial. Aquest eix, amb les politges i els coixinets, sol estar suportat per la paret o el mateix sostre de l'edifici. D'aquest eix pengen totes les politges secundàries, cada una de les quals se situa damunt de cada una de les màquines de la secció a la qual transmet el moviment. Damunt de cada màquina hi ha dues politges secundàries: una politja de treball i una politja lliure a les quals es transmet el moviment mitjançant corretges de cuir. La politja de treball és la que acciona la marxa de la màquina mentre que la politja lliure o boja és una politja connectada a un vis sens fi. En una mateixa nau hi podia haver més d'un eix o embarrat, un per cada línia de màquines que es feia funcionar.
La totalitat de l'energia que rep cada màquina no s'aprofita completament, perquè gran part d'aquesta energia es perd amb la fricció de les corretges i els fregaments dels engranatges interns. Tots aquests condicionants disminueixen la capacitat de treball, a la qual cal restar també la pròpia força de resistència al treball que té cada màquina. A causa d'aquesta diferència de forces, l'embarrat esdevé un sistema de baix rendiment energètic, tot i que fou un sistema efectiu de distribució de l'energia motria en una època de la història de la tècnica i l'energia, quan els motors (siguin molins o màquines a vapor) eren grans instal·lacions centrals i cares.

## Embarrats a museus
- El 2011, el Museu Industrial del Ter a Manlleu va estrenar un nou sistema d'embarrats que explica el procés de filatura a partir de l'energia hidràulica del Ter.[5]
- L'embarrat accionat per una màquina de vapor a la Fàbrica Trepat a Tàrrega.S'hi fan demonstracións en un taller didàctic amb un model reduït fet de Lego.[6]
- Embarrat de telers al museu del Gènere de Punt a Mataró

## Fira dels Embarrats
A Sant Joan de Vilatorrada (Bages) se celebra cada any, des del 2013, la Fira dels embarrats, una fira tradicional amb espectacles, parades d'artesania i teatralitzacions al carrer. La fira se celebra a la tardor i rememora la importància de la indústria tèxtil a principis del segle xx, origen del creixement de la vila gràcies a les tres fàbriques i el canal que les feia funcionar, la més representativa de les quals és cal Gallifa, que actualment ha esdevingut un equipament municipal que inclou una biblioteca i un centre cultural. El nom d'embarrats es va escollir pel fet de ser un element representatiu i característic de les tres fàbriques de riu, a l'entorn de les quals gira la festa.